# Cuon alpinus hesperius
Il Cuon del Tian-Shan (Cuon alpinus hesperius Afanasjev e Zolotarev, 1935), noto anche come Cuon siberiano, Cuon dell'asia del Nord, Cuon dell'Asia Occidentale è una sottospecie del Cuon originario dell'Asia centrale e dei Monti Altai e Tian-Shan e forse anche nel Pamir e nel Kashmir .

## Descrizione
Il dhole Tian Shan è leggermente più piccolo del dhole Ussuri , con un cranio relativamente più largo e una pelliccia invernale color paglierino molto più chiara. Ha una faccia corta e larga e un cranio che misura in media 180 mm di lunghezza. La parte superiore della testa e i lati esterni delle orecchie sono di colore rosso paglierino. La superficie superiore del collo è bianco sporco, con una stretta fascia di colore giallo sabbia che corre lungo la superficie superiore del dorso dalle orecchie alle spalle. Le superfici esterne degli arti sono giallo sabbia, mentre i fianchi e i lati interni degli arti hanno una sfumatura giallastra scarsa.

## Habitat e distribuzione
Gli habitat dhole sono costituiti da catene montuose e altre aree con clima più freddo. Attualmente vive nel Tian Shan e nei Monti Altai.
Il dhole era un tempo diffuso dal nord-est all'Asia centrale meridionale nella Transoxiana. Precedentemente vivevano in Siberia, Mongolia, Kazakistan, Kirghizistan e Turkmenistan. È ancora diffuso in Tibet. Alcuni vivono ancora nella provincia del Gansu dalla Cina nordoccidentale . Sebbene i dhole non siano stati registrati in Pakistan , una volta sono stati avvistati nelle steppe alpine che si estendono nel Kashmir.

## Ecologia
Si nutre principalmente di stambecchi siberiani , arkhar , argali , caprioli , maral e cinghiali , oltre a cervi muschiati e renne.